# Friedrich Wilhelm Pfeiffer (Maler)

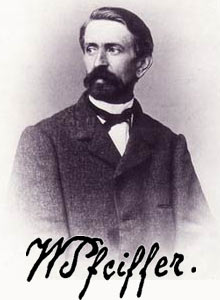
Friedrich Wilhelm Pfeiffer und seine Signatur

Friedrich Wilhelm Pfeiffer (* 15. Januar 1822 in Wolfenbüttel; † 28. November 1891 in München) war ein deutscher Maler.

## Leben
Friedrich war das dritte von vier Kindern eines Schmiedemeisters aus Wolfenbüttel. Ab 1839 studierte er am Braunschweiger Collegium Carolinum in der Malschule von Hans Heinrich Jürgen Georg Brandes (1803–1868). Er spezialisierte sich auf Genre- und Landschaftsmalerei. 1842 fand eine erste Ausstellung im Braunschweiger Kunstclub statt, wo seine Holzschnitte zu Johann Sporschils Buch „Der Dreißigjährige Krieg“ gezeigt wurden, das 1855 erschien.
1845 wohnte er zusammen mit einem ebenfalls aus Wolfenbüttel stammenden Künstlerfreund, Emil Schulz (1822–1912), in München. Den Lebensunterhalt bestritt er mit Landschaftsstudien. Im Frühling des Jahres 1848 reiste er über Nürnberg, Coburg, Gotha sowie mit einem Besuch von Eisenach und der Wartburg nach Wolfenbüttel zurück. 1849/50 trat er eine mehr als einjährige Studienreise an, die ihn mit Adolf Nickol nach Köln, Antwerpen, Paris, Versailles, Brüssel, Rotterdam, Den Haag, Amsterdam, Haarlem und Leiden führte. 1853 verlegte er seinen ständigen Wohnsitz nach München und wurde ordentliches Mitglied der Münchener Künstlergesellschaft Allotria. In den Jahren 1856 bis 1859 wohnte und arbeitete er in der Schwanthalerstraße 68/EG. 1858 nahm er an der deutschen und historischen Kunstausstellung im Münchner Glaspalast teil.
Der soziale Aufstieg wurde durch Heirat mit Rosamunde Franziska Thekla von Appell (1824–1859) am 26. August 1857 untermauert, die jedoch bereits 1859 starb. Bereits ein Jahr später heiratete er Amalie Katharina Bernreither (1828–1909) und zog in die Schwanthalerstraße 24. Das Paar hatte drei Kinder.
Die endgültige künstlerische Anerkennung kam im Jahre 1861 durch den Ankauf des Bildes „Die Vogelscheuche“ durch König Ludwig I. für die Neue Pinakothek in München.
1887 illustrierte er die „Fabeln für Kinder“ von Wilhelm Hey. Für Johanna Spyri illustrierte er 1880 erstmals die Erzählbände „Heimatlos“, „Aus Nah und Fern“ und „Heidis Lehr- und Wanderjahre“. 1881 erhielt Pfeiffer von Herzog Karl Theodor in Bayern die Erlaubnis, sich für Bildstudien in dessen Schloss Tegernsee aufzuhalten. 1885, kurz vor seinem Tod, erhöhte König Ludwig II. Pfeiffers Pension ab 1. Januar 1886 von 450 auf 630 Mark.

## Grabstätte

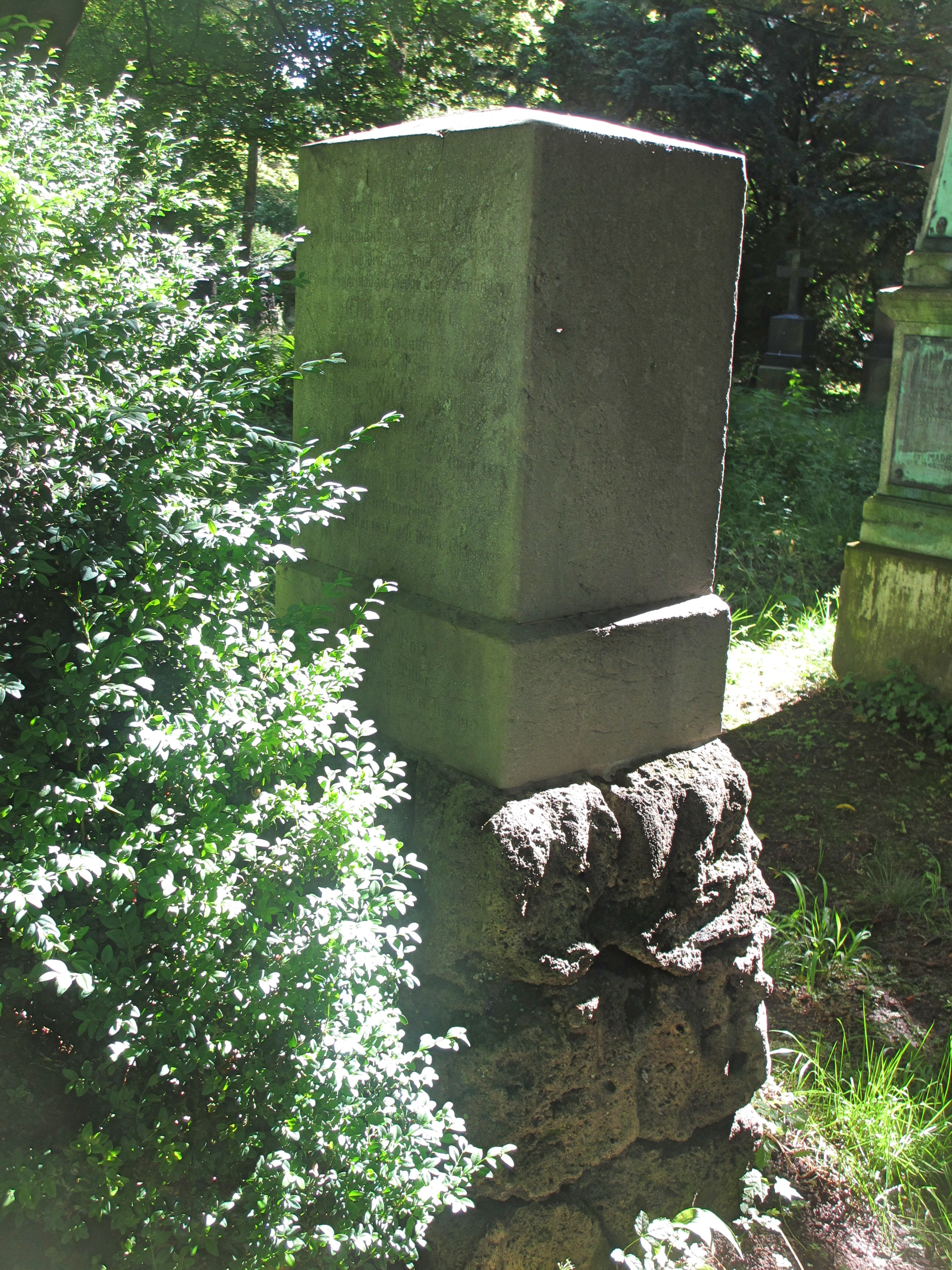
Grab von Wilhelm Pfeiffer auf dem Alten Südlichen Friedhof in München

Die Grabstätte von Wilhelm Pfeiffer befindet sich auf dem Alten Südlichen Friedhof in München (Gräberfeld 8 – Reihe 9 – Platz 56) Standort.

## Die Pferdegalerie von König Ludwig II.

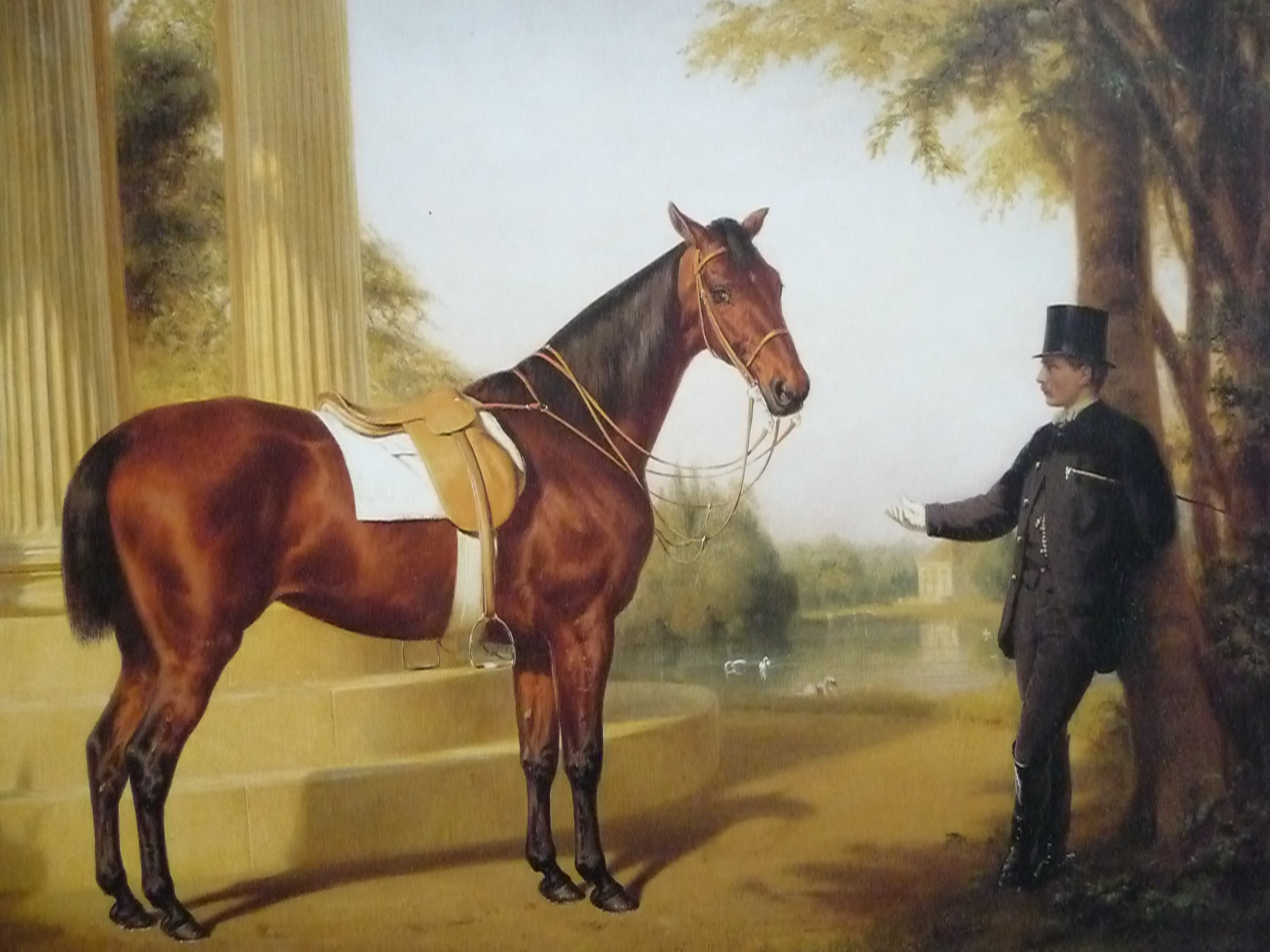
Eines der Lieblingspferde König Ludwigs II. war Antigone. Sie wurde für dessen Pferdegalerie vor dem Monopteros im Schlosspark Nymphenburg porträtiert.

Berühmt wurde Friedrich Wilhelm Pfeiffer durch die Pferdegalerie König Ludwigs II. von Bayern. Es handelt sich dabei um 26 Gemälde, die als ständige Ausstellung im Marstallmuseum von Schloss Nymphenburg gezeigt werden. Es sind in erster Linie Pferdeporträts, wie sie in Englands Adelskreisen üblich waren. Die  Bildhintergründe stellen Ansichten von bayerischen Gebirgsregionen und der Voralpenlandschaft dar. Nur wenige Bilder zeigen Münchner Szenerien. Der Bayernkönig hatte an diesem Auftrag besonderes Interesse, weil er wie auch Kaiserin Elisabeth von Österreich begeisterter Reiter war und eine besondere Beziehung zu seinen persönlichen „Leibreitpferden“ hegte. Die Tiere sind virtuos dargestellt und waren in Rasse und Temperament für die Ansprüche Ludwigs II. ausgewählt worden.
Der Auftrag zu den Pferdeporträts erhielt Pfeiffer von Oberststallmeister Maximilian Karl Theodor von Holnstein im September 1866. Nach zweijährigen Vorstudien in den königlichen Stallungen, u. a. der Münchner Residenz, erhielt er 1868 die Genehmigung, in oft beschwerlichen Reisen die Landschaftshintergründe rund um die königlichen Berghäuser auf dem Herzogstand, dem Hochkopf, am Grammersberg, dem Plansee und der Vorderriß zu bereisen und zu besichtigen. 1869 folgten das Ammergebirge und Schloss Linderhof, 1871 die „Gebirgs-Häuser in den Soiern und am Schachen“. Die Arbeiten an der Pferdegalerie wurden erst im Sommer 1879 abgeschlossen. Eine weitere Serie von Pferdeporträts entstand ebenfalls auf Vermittlung von Maximilian Karl Theodor von Holnstein im königlichen Hofgestüt Rohrenfeld bei Neuburg an der Donau. Sie entstanden zwischen 1872 und 1881.